# Les Oberlé (roman)
Les Oberlé est un roman de René Bazin publié en 1901. Avec La Terre qui meurt, publié en 1898, Les Oberlé fut un livre à succès qui va ouvrir les portes de l’Académie française à son auteur.
Entre sa sortie, en octobre, et novembre 1901, 18 000 exemplaires de la première édition ont été vendus. En 1905, le roman est porté au théâtre et il est encore réédité en 1947, puis à nouveau en 2002 chez Siloé, pour le centenaire. Il avait été édité à plus de 420.000 exemplaires en 2005.
Il préfigure un deuxième roman, Les nouveaux Oberlé, publié en 1919.

## Résumé
L’action se situe dans le piémont d’Alsace, dans le département du Bas-Rhin, entre plaine, vignoble, et Vosges alsaciennes incarnées par le mont Sainte-Odile, le domaine forestier fictif de Heidenbruch, le village fictif d’Alsheim, situé quelque part dans le vignoble entre Obernai et Barr, vraisemblablement à Ottrott, où Fernand de Dartein qui invite René Bazin pour faire des repérages pour son roman, possède une propriété. 
Après les premières décennies de la première occupation allemande qui dure depuis 1871, le contexte est campé d’une certaine résistance d’une partie de la population annexée à l'occupant : refus de parler l'allemand, de l'administration allemande, de la culture allemande… etc. Joseph Oberlé, devenu riche industriel des Vosges alsaciennes, se met progressivement à collaborer avec les occupants, envoie son fils faire ses études de droit en Allemagne, et prépare pour sa fille Lucienne Oberlé un mariage avec un Allemand. Mais l’épouse de Joseph, Monique, et son fils Jean, animés d'un esprit de résistance conforme au sentiment de la population, sont opposés à ses projets. Jean sera la figure centrale du drame qui va se jouer.
Le roman fait parler la résistance alsacienne à l’annexion de force d’une région, française depuis 1622. L’auteur décrit, avec beaucoup de précision et un vrai talent d’observateur, l’Alsace sous l’occupation allemande. Il y a effectué de minutieuses reconnaissances sur place, et noué de solides amitiés avec plusieurs personnalités alsaciennes : Charles Freppel, le médecin Pierre Bücher ou le peintre Charles Spindler.

## Origines
René Bazin fut élève, à l'université catholique d'Angers, de Charles-Émile Freppel, émigré alsacien de 1871. L’ayant très attentivement écouté, il en a conçu une nostalgie et à la fois le désir de revoir l'Alsace perdue. D'où la naissance de ce roman, qui fut un succès de librairie. Il fut traduit dans de nombreuses  langues car il a mis en lumière la problématique de l’Alsace-Moselle annexée.

## Référence
Patrick Modiano fait des Oberlé, une référence littéraire secondaire : « Il traînait encore dans les bibliothèques des infirmeries de collège quelques vieux romans qui avaient survécu aux deux dernières guerres et qui se tenaient là, très discrets, de peur qu'on ne les descende à la cave. Je me souviens d'avoir lu Les Oberlé de René Bazin. »